# Episodi di The Middle (settima stagione)
La settima stagione della serie televisiva The Middle, composta da 24 episodi, è stata trasmessa dal canale statunitense ABC dal 23 settembre 2015 al 18 maggio 2016.
In Italia è andata in onda dal 20 aprile 2016 su Joi, canale a pagamento della piattaforma Mediaset Premium. In chiaro è stata trasmessa dal 20 settembre al 23 ottobre 2017 su Italia 1.
| nº | Titolo originale              | Titolo italiano                  | Prima TV USA      | Prima TV Italia |
| -- | ----------------------------- | -------------------------------- | ----------------- | --------------- |
| 1  | Not Your Brother's Drop Off   | Accompagnatemi al college!       | 23 settembre 2015 | 20 aprile 2016  |
| 2  | Cutting the Cord              | Tagliare il cordone!             | 30 settembre 2015 | 20 aprile 2016  |
| 3  | The Shirt                     | La camicia hawaiana              | 7 ottobre 2015    | 27 aprile 2016  |
| 4  | Risky Business                | Un affare rischioso              | 14 ottobre 2015   | 27 aprile 2016  |
| 5  | Land of the Lost              | Crisi di mezza età               | 21 ottobre 2015   | 4 maggio 2016   |
| 6  | Halloween VI: Tick Tock Death | Una strana notte di Halloween    | 28 ottobre 2015   | 4 maggio 2016   |
| 7  | Homecoming II: The Tailgate   | La festa degli ex alunni 2       | 11 novembre 2015  | 11 maggio 2016  |
| 8  | Thanksgiving VII              | Il giorno del ringraziamento VII | 18 novembre 2015  | 11 maggio 2016  |
| 9  | The Convention                | La convention                    | 2 dicembre 2015   | 18 maggio 2016  |
| 10 | No Silent Night               | Rivoglio le mie foto!            | 9 dicembre 2015   | 18 maggio 2016  |
| 11 | The Rush                      | Una sorella per Sue              | 6 gennaio 2016    | 25 maggio 2016  |
| 12 | Birds of a Feather            | Tale madre, tale figlio          | 13 gennaio 2016   | 25 maggio 2016  |
| 13 | Floating 50                   | 50 volte grazie!                 | 20 gennaio 2016   | 1º giugno 2016  |
| 14 | Film, Friends and Fruit Pies  | E... azione!                     | 10 febbraio 2016  | 1º giugno 2016  |
| 15 | Hecks at a Movie              | Tutti al cinema!                 | 17 febbraio 2016  | 8 giugno 2016   |
| 16 | The Man Hunt                  | L'età della maturità             | 24 febbraio 2016  | 8 giugno 2016   |
| 17 | The Wisdom Teeth              | I denti del giudizio             | 16 marzo 2016     | 15 giugno 2016  |
| 18 | A Very Donahue Vacation       | Una vacanza stile Donahue        | 23 marzo 2016     | 15 giugno 2016  |
| 19 | Crushed                       | La cotta                         | 6 aprile 2016     | 22 giugno 2016  |
| 20 | Survey Says...                | La recensione                    | 13 aprile 2016    | 22 giugno 2016  |
| 21 | The Lanai                     | Il giorno del prendisole         | 27 aprile 2016    | 29 giugno 2016  |
| 22 | Not Mother's Day              | La non-festa della mamma         | 4 maggio 2016     | 29 giugno 2016  |
| 23 | Find My Hecks                 | Trova i miei Heck!               | 11 maggio 2016    | 6 luglio 2016   |
| 24 | The Show Must Go On           | Il mio momento di gloria!        | 18 maggio 2016    | 6 luglio 2016   |